# آمریستار جت چارتر
آمریستار جت چارتر (به انگلیسی: Ameristar Jet Charter) یک شرکت هواپیمایی با کد یاتا 7Z است که در تاریخ ۲۰۰۰ میلادی تأسیس شده است. دفتر مرکزی آمریستار جت چارتر در دالاس، تگزاس، ایالات متحده آمریکا واقع شده‌است و قطب این شرکت هواپیمایی در فرودگاه آدیسون و فرودگاه ویلسون ران قرار دارد.